# Bicho do Mato (2006)
Bicho do Mato é uma telenovela brasileira que foi produzida e exibida pela RecordTV entre 18 de julho de 2006 até 20 de março de 2007, totalizando  211 capítulos originais, substituiu Prova de Amor e foi substituída por Luz do Sol. Foi a 5ª telenovela transmitida pela emissora desde a retomada da produção de teledramaturgia em 2004. 
Criada e escrita por Cristianne Fridman e Bosco Brasil, com colaboração de Camilo Pellegrini, Maria Cláudia Oliveira e Valeria Motta, supervisão de texto de Tiago Santiago, sob a direção de Edson Spinello, Roberto Bomtempo e César Rodrigues e direção geral de Edson Spinello. É um remake da telenovela homônima escrita por Chico de Assis e Renato Corrêa de Castro em 1972 na Rede Globo. Inicialmente estreou às 19h30, porém, no terceiro mês, foi transferida para o horário das 20h30 quando Cidadão Brasileiro, que até então ocupava o horário, passou para às 22h.
Conta com André Bankoff, Renata Dominguez, Jonas Bloch, Beatriz Segall, Miriam Freeland, Ana Beatriz Nogueira, Adriana Garambone e Bia Seidl nos papéis principais.

## Produção

Pôster de divulgação da novela

Em dezembro de 2005 a sinopse de Cristianne Fridman e Bosco Brasil foi aprovada e a novela entrou em fase de pré-produção. Na época a trama foi anunciada sob o título de À Flor da Pele e, posteriormente, de O Bicho. Em janeiro de 2006, porém, foi anunciado que o título definitivo seria Bicho do Mato, aproveitando a história da novela homônima de 1972, a qual inspirou o reboot de Cristianne e Bosco. As gravações começaram dia 9 de maio em Poconé, cidade no interior do Pantanal, reunindo uma equipe de 120 pessoas entre atores e equipe técnica. Originalmente a novela estava prevista para estrear em 12 de junho, porém, pela extensão de Prova de Amor, acabou passando para 18 de julho. Durante as filmagens da novela foram utilizados 250 figurantes. Uma das exigências da direção foi que toda a equipe, incluindo os atores, tivessem que tomar vacinas contra malária, febre amarela e demais doenças antes de viajarem ao Pantanal gravar, prevenindo-os. Cada capítulo de Bicho do Mato teve o orçamento avaliado em 150 mil reais. Este foi o maior valor investido em uma trama da emissora até então, sendo que a antecessora, Prova de Amor, tinha o valor de 80 mil reais. Foi o primeiro trabalho como diretor de Roberto Bomtempo, que viria a exercer este cargo na emissora em diversas outras tramas, além de se tornar preparador de elenco a partir de então.

### Locações e cenografia
"A decisão levou em conta, principalmente, os aspectos técnicos, artísticos e de logística. Devemos pensar no bem-estar da equipe, no transporte de pessoal e na facilitação do deslocamento de equipamentos."

— O diretor Edson Spinello sobre as cidades em que a novela foi gravada.
Originalmente era planejado que a novela seria gravada no Mato Grosso do Sul, utilizando a cidade de Bonito como principal locação. Porém Carlos Dorielo, diretor do Grupo Gazeta, a maior empresa de comunicação do centro-oeste, negociou com a Record para que a trama fosse gravada no Mato Grosso, visando expandir o turismo para o estado e oferecendo uma parceria com empresários locais e o governo estadual para que fosse viabilizado a gravação naquela parte do Pantanal: "Valeu pela luta, o sacrifício de trazer parte das gravações para Mato Grosso. A iniciativa é muito importante para o estado. Mesmo antes do lançamento da novela as pousadas e hotéis do Pantanal já estão movimentados. Isso é reflexo da novela". Antes do início das gravações, o diretor Edson Spinello e a atriz Renata Dominguez estiveram em Cuiabá, no Mato Grosso, para escolher algumas cidades que receberiam as gravações e conversar com grupos culturais do estado e pegar referências para construir o perfil dos personagens.

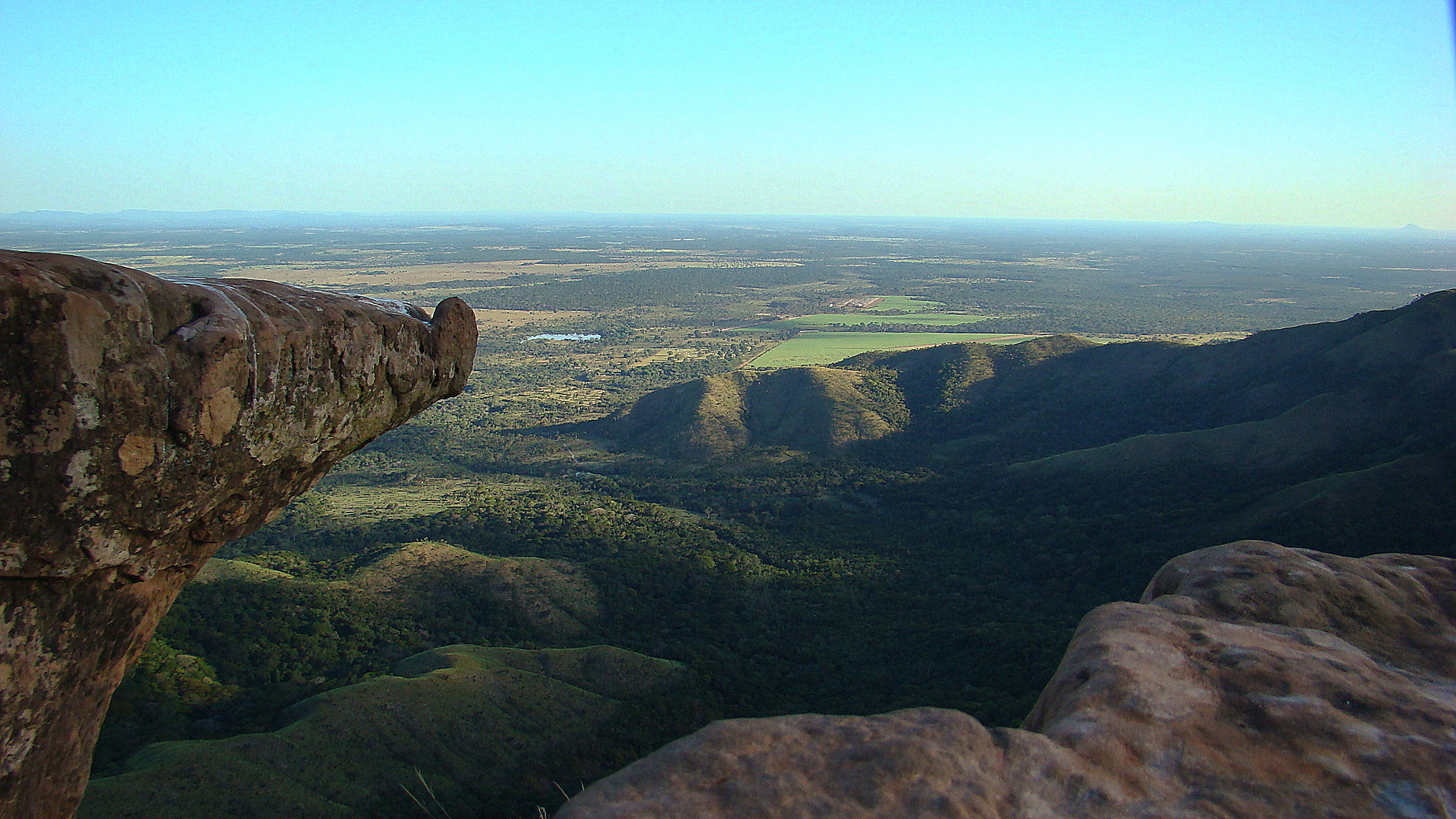
A Chapada dos Guimarães foi cenário para Bicho do Mato.

Além disso, foram selecionadas algumas pessoas ligadas às tradições folclóricas para participarem de algumas cenas cenas da novela, incluindo as competições de provas de laço e de churrasco pantaneiro. A primeira gravação ocorreu na cidade de Poconé, cidade no interior do Pantana, colocando o Pantanal como pano de fundo para se contar a histórial. Outras cidades mato-grossenses foram utilizadas para as gravações  da novela, incluindo Nobres, Chapada dos Guimarães e Cáceres, todas situadas aos arredores da rodovia MT-060 Transpantaneira, facilitando o acesso e o transporte dos equipamentos e da equipe. Durante um dos dias de gravação houve uma invasão de besouros no hotel em que o elenco estava hospedado, o que culminou na transferência de Renata Dominguez, que era alérgica, para um chalé em Cuiabá, locomovendo-se a cada dia de gravação.
As cenas nos rios da região tiveram que ser gravadas em um ritmo acelerado e com diversos cortes para que o elenco ficasse o menor tempo possível dentro da água, uma vez que os rios mato-grossenses são habitados por várias espécies de piranhas. Para as cenas da fazenda e demais cenários adjacentes, como a tribo indígena dos Guaporás, a emissora locou uma fazenda em Barra Mansa, no Rio de Janeiro, onde foram construidas várias casas cenográficas e instalações que serviriam para diversas locações.

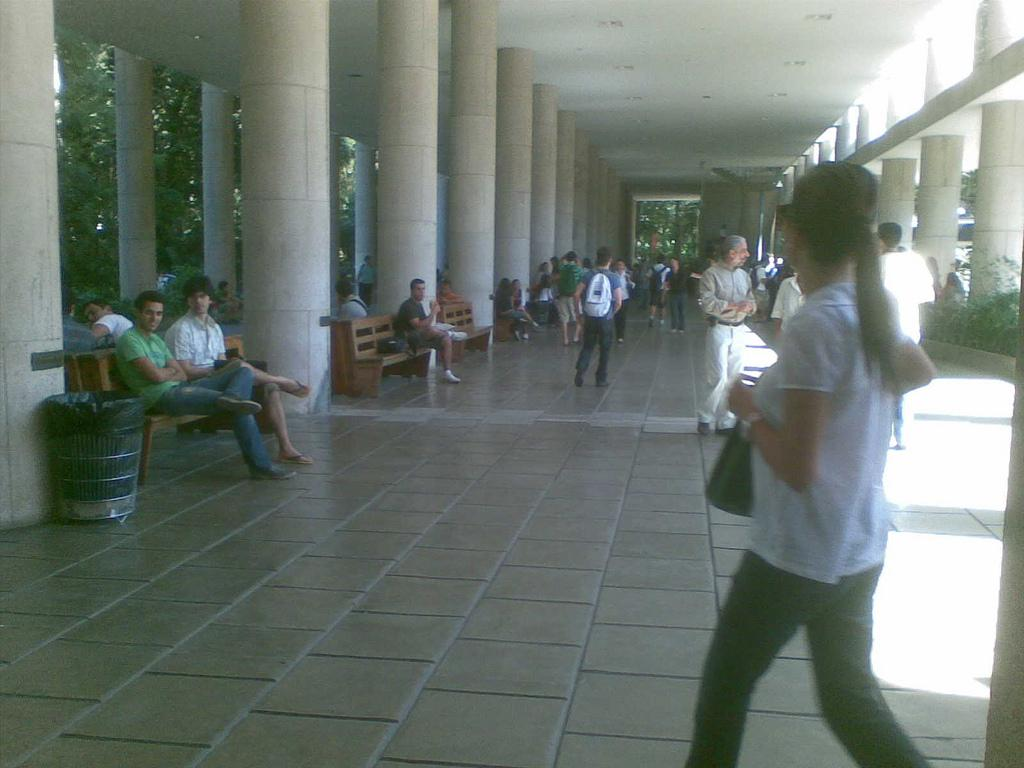
Pontifícia Universidade Católica do Rio de Janeiro (PUC-Rio) em 2009.

A Pontifícia Universidade Católica do Rio de Janeiro (PUC-Rio) serviu de locação fixa para a universidade fictícia da novela, tendo as cenas gravadas aos finais de semana.

### Escolha do elenco

Raphael Viana (esquerda) como o índio Irú e André Bankoff (direita) como Juba.

Renata Dominguez foi escalada para interpretar a protagonista Cecília em março de 2006, tendo que deixar a telenovela Prova de Amor, antecessora de Bicho do Mato, antes de seu fim para poder iniciar as gravações. Em abril foi a vez de André Bankoff ser anunciado como o protagonista Juba, após passar por testes com outros dez atores. Em maio Márcio Kieling, Regina Dourado, Marilu Bueno, Sérgio Reis, Almir Sater, Sérgio Malheiros e Roberto Bomtempo foram os primeiros atores coadjuvantes anunciados como parte do elenco. Esta foi a terceira vez que Sérgio Reis e Almir Sater contracenaram juntos no mesmo núcleo, repetindo a parceria antes feita em Pantanal e O Rei do Gado, no qual também interpretaram peões.
Bicho do Mato foi a primeira novela completa de Beatriz Segall desde Anjo Mau, em 1997, seu último trabalho realizado do começo ao fim antes de anunciar que se afastaria da televisão para se dedicar ao trabalho e faria apenas participações especiais a partir de então – como ocorreu em O Clone (2001) e Esperança (2002). Beatriz alegou que decidiu aceitar o convite pelo trabalho de Bosco Brasil, com quem já havia trabalhado no teatro: "Já é a terceira vez que a Record me procura. Desta vez, eu estava disponível e deu vontade de fazer televisão. O Bosco Brasil já escreveu muitas coisas boas para o teatro e eu estou confiando nisto. Para mim, o principal é o escritor. Quando a novela é bem escrita, tem muita chance de ser boa". A novela também apostou em jovens atores vindos do teatro, como o protagonista André Bankoff e os atores Raphael Viana, Gabriela Moreyra, Jean Fercondini e Juliana Xavier, além de ser a primeira telenovela de Marcos Mion, que até então dedicava-se apenas como apresentador.

## Enredo
Na região pantaneira do Mato Grosso, Juba (André Bankoff) foi criado desde pequeno apenas pelo pai, Fernando (Jairo Mattos) na Fazenda Boa Esperança, vivendo harmoniosamente junto à natureza e à aldeia indígena dos Guaporá – tribo da qual descende os irmãos Irú (Raphael Viana), seu melhor amigo, e Tiniá (Thaís Fersoza), que é apaixonada por ele. Sua mãe, Laura (Bia Seidl), se mudou para o Rio de Janeiro e casou-se com o poderoso Ramalho Rodrigues (Jonas Bloch), um empresário frio e inescrupuloso, que sempre ambicionou as terras da Boa Esperança e dos Guaporá, onde está localizada uma enorme mina de diamantes. Auxiliado por seu capanga Brandão (Luiz Guilherme) e pelo vaqueiro Piauí (Roberto Bomtempo) - este último funcionário da fazenda - Ramalho mata Fernando, que nunca permitiu a exploração em suas terras.
Inconformado, Juba parte para a capital carioca afim de encontrar o assassino do pai, indo morar com seus tios, o bondoso Alfredo (Paulo Gorgulho) e a divertida perua Alzira (Denise Del Vecchio), enfrentando preconceito e choque cultural por estar em uma realidade completamente diferente da sua. Ele acaba encontrando apoio em Cecília (Renata Dominguez), jovem médica com um forte senso de justiça. Os dois acabam se apaixonando, mas precisam lidar com o ódio do playboy Emílio (Marcos Mion), primo de Juba e namorado dela. Já a ardilosa e desequilibrada Ruth (Miriam Freeland), colega de Cecília na universidade, se faz passar por sua amiga, mas sempre nutriu inveja dela, unindo-se a Ramalho para prejudicar tanto ela, como Juba. Sua irmã, Lili Sampaio (Ana Beatriz Nogueira), é uma famosa jornalista investigativa que vive no encalço de Ramalho e faz de tudo para expor seus crimes na mídia.
Betinha (Amandha Lee) é uma jovem mimada e gananciosa, que envergonha-se de sua origem humilde, desprezando os pais, Túlio (Ewerton de Castro), motorista de Ramalho, e Wanda (Regina Dourado), faxineira da universidade. Fazendo-se passar por aluna rica da instituição, Betinha seduz o rebelde Tavinho (Márcio Kieling), filho de Laura e Ramalho, com quem planeja se casar para adentrar no mundo da alta sociedade, não se importando de ficar na mira de Ramalho ou passar por cima dos próprios pais para conseguir isso.
No Pantanal, a cozinheira Francisca (Angelina Muniz) ajudou a criar Juba desde pequeno e vive um namoro de anos com Geraldo (Sérgio Reis), capataz da fazenda, que vive fugindo da ideia de se casar. O relacionamento dos dois é abalado com a chegada do misterioso peão Mariano (Almir Sater) à região. Ele é, na realidade, um policial que busca vingança contra Ramalho, responsável pela chacina que matou sua esposa no passado. Na região também vive o atrapalhado Delegado Maurinho (Castrinho), sujeito covarde e corrupto que vive fazendo corpo mole para os crimes ocorrentes no local, deixando todo o trabalho para seu subordinado Teleco (Mateus Rocha), que por sua vez é apaixonado por Tiniá. No passado, Maurinho abandonou sua esposa Jurema (Ana Rosa), amiga de Wanda, que desde então busca reencontrá-lo para um acerto de contas.
Já a amargurada Bárbara (Beatriz Segall) é uma milionária que criou os netos Cecília e Ruyzinho (Daniel Garcia), após a morte dos filhos em um acidente no Pantanal, fato que a faz nutrir ódio pela região e não aceitar o relacionamento da neta com Juba, por considerá-lo um "selvagem" e "bicho do mato". Seu coração, no entanto, é amolecido ao descobrir a existência de uma outra neta, a indiazinha Jaci (Juliana Xavier), fazendo de tudo para ganhar a guarda da menina e afastá-la da mãe, Iara (Valéria Alencar). Já a modelo Sílvia (Adriana Garambone) viu sua carreira entrar em declínio após se afundar no alcoolismo e ter um caso com Ramalho, que a seduz e a usa como "mula" para transportar ilegalmente pedras preciosas para o exterior. Ela acaba encontrando forças para sobreviver ao se apaixonar por Emílio, rapaz bem mais jovem que ela.

### Quem Matou Ramalho?
Nos últimos capítulos da trama, o vilão Ramalho é assassinado no trem-fantasma de um parque de diversões, após ter sequestrado Ruyzinho em troca de seu pedaço de diamante. Ao final, a assassina revela-se Lili Sampaio, que fora,  secretamente, sua cúmplice em diversos crimes.

## Exibição
Inicialmente a novela foi classificada como imprópria para menores de 12 anos, o que culminava em uma exibição depois das 20 horas, porém após um pedido da emissora para que houvesse uma nova verificação, o Ministério da Justiça reclassificou-a como livre, conseguindo ser exibida no horário programado. Bicho do Mato estreou em 18 de julho de 2006 como o quarta novela das sete produzida pela Record desde a retomada de sua teledramaturgia. Para divulgar a estreia a emissora contratou a empresa de publicidade SNBB, que criou uma campanha baseada em animais silvestres vestindo peles de outros bichos, como um jacaré com plumas de pássaro, utilizando a analogia de que nem todos são como parecem, nem mesmo no centro do Pantanal. Antes mesmo da estreia a novela foi vendida para quatro países – Chile, Uruguai, Paraguai, México e Portugal. Após três meses de novela, em outubro, Bicho do Mato passou a ser exibida às 20h30, sendo alçada ao patamar de novela das oito, uma vez que Cidadão Brasileiro, que ocupava o horário, foi levada para as 22h. A alteração rendeu um resultado positivo, crescendo a audiência de 12 para 18 pontos.

### Reprises
Bicho do Mato foi reprisada pela primeira vez a partir de 16 de março de 2009, às 17 horas, chegando ao fim em 02 de junho com pouco mais de 3 meses de exibição e uma compactação de apenas 68 capítulos. A curta exibição deu-se pelo fato da emissora apenas utilizar o espaço vago até a estreia do programa Geraldo Brasil, apresentado por Geraldo Luís.
Foi reprisada pela segunda vez, de 28 de agosto de 2017 a 7 de agosto de 2018 substituindo Vidas em Jogo e sendo substituída por Essas Mulheres no segundo horário de reprises da emissora, em 245 capítulos.
Foi exibida em Portugal pela Record Europa entre de 13 de setembro de 2023 a 30 de agosto de 2024 em 253 capítulos e sendo substituída por Te Dou a Vida.

## Elenco

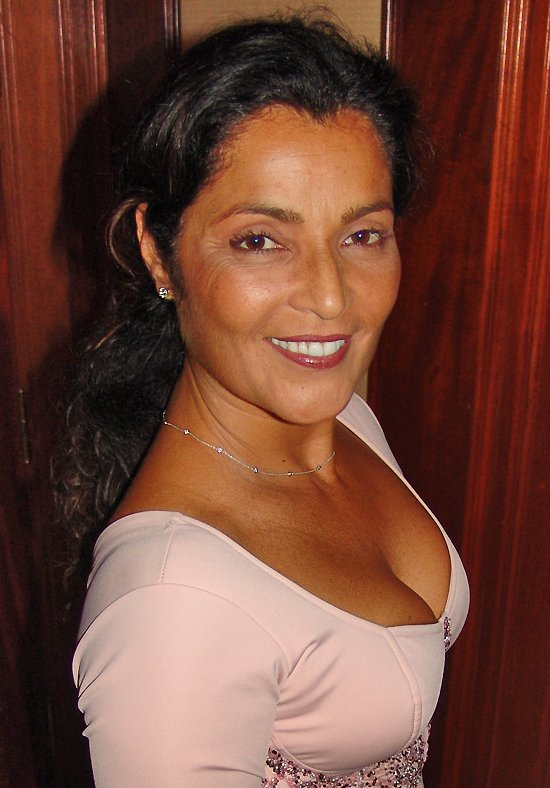
Angelina Muniz fez parte do elenco.

| Intérprete           | Personagem                                   |
| -------------------- | -------------------------------------------- |
| André Bankoff        | Lucas Medeiros Redenção (Juba)               |
| Renata Dominguez     | Cecília de Sá Freitas                        |
| Beatriz Segall       | Bárbara de Sá Freitas                        |
| Jonas Bloch          | José Ramalho Rodrigues (Ramalho)             |
| Miriam Freeland      | Ruth Sampaio                                 |
| Ana Beatriz Nogueira | Liliana Sampaio (Lili)                       |
| Bia Seidl            | Laura Medeiros Rodrigues                     |
| Adriana Garambone    | Sílvia Schiller                              |
| Paulo Gorgulho       | Alfredo Camargo Redenção                     |
| Denise Del Vecchio   | Alzira dos Santos Camargo Redenção (Zizinha) |
| Marcos Mion          | Emílio Camargo Redenção                      |
| Regina Dourado       | Wanda Chaves Nogueira Souza                  |
| Ewerton de Castro    | Túlio Chaves Nogueira Souza                  |
| Amandha Lee          | Alberta Chaves Nogueira Souza (Betinha)      |
| Márcio Kieling       | Otávio Medeiros Rodrigues (Tavinho)          |
| Thaís Fersoza        | Tiniá Guaporá                                |
| Almir Sater          | Mariano Pereira                              |
| Sérgio Reis          | Geraldo da Silva                             |
| Angelina Muniz       | Francisca Maria da Conceição                 |
| Ana Rosa             | Jurema Barros Lima                           |
| Marilu Bueno         | Zulmira de Sá Freitas (Zuzu)                 |
| André Di Mauro       | Pedro Cantareira                             |
| Valéria Alencar      | Iara Guaporá                                 |
| Raphael Viana        | Irú Guaporá                                  |
| Luiz Guilherme       | Brandão                                      |
| Roberto Bomtempo     | Piauí                                        |
| Cláudio Gabriel      | Hilton                                       |
| Castrinho            | Delegado Mauro Barros Lima (Maurinho)        |
| Janaína Lince        | Drª. Maria Elisa de Castro                   |
| Rogério Brito        | João Carlos de Castro (Joca)                 |
| Gustavo Mello        | Eduardo Mello de Castro                      |
| Renato Scarpin       | Joel Mesquita                                |
| Augusto Vargas       | Roberto Madeira                              |
| Mateus Rocha         | Cabo Teleco                                  |
| Gabriela Moreyra     | Ana da Silva                                 |
| Diogo Oliveira       | Yopanã Guaporá                               |
| Anna Tokiko          | Maibi Guaporá                                |
| Ruy Polanah          | Pajé Yauá Guaporá                            |
| Jean Fercondini      | Nicolau Chaves Nogueira Souza                |
| Juliana Mesquita     | Graça                                        |
| Daniel Zettel        | Rafa                                         |
| Michelle Martins     | Márcia                                       |
| Sacha Bali           | Carlos                                       |
| Thaís Vaz            | Gigi                                         |
| Lívia de Bueno       | Daniela                                      |
| Lívia Rossi          | Juliana                                      |
| Sheila Mattos        | Lucimara                                     |
| Regina Sampaio       | Frederica                                    |
| Cleide Queiroz       | Oneide                                       |
| Jorge Coutinho       | Hercílio                                     |
| Rose Lima            | Cláudia                                      |
| Breno de Filippo     | Zé Diacho                                    |
| Dáblio Moreira       | José Paulo da Silva (Pitoco)                 |
| Juliana Xavier       | Jacira Guaporá de Sá Freitas (Jaci)          |
| Sérgio Malheiros     | Leopoldo Camargo Redenção (Léo)              |
| Letícia Medina       | Margarida Freire Redenção (Margaridinha)     |
| Gloria Groove        | Ruy de Sá Freitas Lima (Ruyzinho)            |
| Cássio Ramos         | Cajuru Guaporá                               |

### Participações especiais
| Intérprete             | Personagem              |
| ---------------------- | ----------------------- |
| Jairo Mattos           | Fernando Redenção       |
| Milhem Cortaz          | Inspetor Paulo          |
| Pietro Mário           | Raul Sampaio / Senhor X |
| Anna Markun            | Isabela Freire          |
| Thelma Reston          | Lurdes Moura            |
| Vanessa Mesquita       | Rosana                  |
| Pedro Saback           | Guilherme               |
| Lauro Góes             | Adamastor Paes          |
| Vera Fajardo           | Socorro Paes            |
| Iran Lima              | Coronel Elias           |
| Marcelo Brou           | Jonatas                 |
| André Guerreiro        | Caroço                  |
| Érika Collares Arantes | Enfª. Dolores           |
| Caco Baresi            | Gabriel                 |
| Patrícia Lucchesi      | Drª. Ludmila            |
| Giovanna de Toni       | Carmem                  |
| Marcello Gonçalves     | Bexiga                  |
| Vanessa de Oliveira    | Suzana                  |
| Gustavo Moraes         | Sombra                  |
| William Vita           | Jorge                   |
| Daniel Marinho         | Noronha                 |
| Luciana Bessa          | Profª. Paula            |
| Márcio Mariante        | Nestor                  |
| Bruna Pietronave       | Bonitona                |
| Sílvio Matos           | Padre Célio             |
| Marcos Veras           | garçom do hotel         |
| Matheus Massaferi      | Juba (criança)          |
| Duam Socci             | Juba (adolescente)      |
| Milionário & José Rico | eles mesmos             |

## Música
A trilha sonora foi lançada em 2006. "Retratos do Brasil", composição de Nasr Chaul e João Caetano e interpretado por Sérgio Reis e João Caetano, foi escolhido como tema de abertura da novela.
Lista de faixas
| N.º            | Título                   | Música                          | Tema                | Duração |  |
| 1.             | "Retratos do Brasil"     | João Caetano part. Sérgio Reis  | Abertura            | 4:13    |  |
| 2.             | "Me Namora"              | Edu Ribeiro                     | Estudantes          | 3:51    |  |
| 3.             | "So Right So Wrong"      | Conttato                        | Juba e Cecília      | 4:45    |  |
| 4.             | "Unwritten"              | Deeva                           | Cecília             | 3:41    |  |
| 5.             | "Déjà Vu"                | Pitty                           | Ruth                | 3:39    |  |
| 6.             | "Os Dias"                | Reação em Cadeia                | Emílio              | 3:33    |  |
| 7.             | "No Rastro da Lua Cheia" | Almir Sater                     | Pantanal            | 3:18    |  |
| 8.             | "Lua Nova"               | Almir Sater                     | Pantanal            | 3:22    |  |
| 9.             | "Do Muito e do Pouco"    | Oswaldo Montenegro e Zé Ramalho | Ramalho             | 3:28    |  |
| 10.            | "Roleta"                 | Banda DS                        | Betinha             | 3:11    |  |
| 11.            | "Mulher de Hoje em Dia"  | Alexandre Pires                 | Túlio e Wanda       | 3:39    |  |
| 12.            | "Terra Alta"             | Alexia Bomtempo                 | Tiniá               | 3:11    |  |
| 13.            | "Zóio Preto Matador"     | Chico Lobo                      | Mariano e Francisca | 3:48    |  |
| 14.            | "Sexo & Luz"             | Gal Costa e Lokua Kanza         | Sílvia              | 3:41    |  |
| 15.            | "Saudade Morena"         | Rionegro & Solimões             | Geraldo e Francisca | 4:38    |  |
| 16.            | "Outro Dia"              | Mahais                          | Tavinho             | 3:29    |  |
| 17.            | "Verdade"                | Alex Góes                       | Betinha e Tavinho   | 3:47    |  |
| Duração total: | Duração total:           | Duração total:                  | Duração total:      | 62:22   |  |

Outras canções não incluídas no álbum
- "Underneath" - Hanson (tema de Juba e Cecília)
- "I'll Be" - Doug Wayne (tema de Juba e Cecília)[38]
- "Coração de Mulher" - Jane Duboc (tema de Laura)[39]
- "Primavera Del Amor" - Alexandre Arez
- "Paixão Bandida" - Sérgio Santos e Francis Hime (tema de Ruth e Pedro)
- "Me Joga na Parede, Me Chama de Lagartixa" - Zé Alexandre e Os Mutantes
- "Coração Bandoleiro" - Chico Salles (tema de locação: Pantanal)
- "Maneira Simples" - Almir Sater (tema de Irú)
- "Serra de Maracaju" - Almir Sater
- "Amor Distante" - Dablio e Daniel (part. Almir Sater)

## Recepção da crítica
|                                                                                           |  |  |
| Renata Dominguez (esquerda) e Angelina Muniz (direita) foram elogiadas por suas atuações. |  |  |

Mariana Trigo, do portal Gazeta Digital, elogiou o refinamento e o acabamento das cenas, dizendo que a direção soube explorá-las e positivando a "mão-de-obra de primeira linha em dramaturgia". A jornalista ainda dissertou sobre o fato da novela ser a primeira da emissora a ser gravada no Rio de Janeiro, o que permitiu a contratação de profissionais mais gabaritados e com maior nível de especialização na edição das cenas, alegando que em comparação com o outro produto da emissora, Cidadão Brasileiro, Bicho do Mato tinha uma qualidade superior. Carla Neves, do portal Terra Networks, elogiou a atuação de Angelina Muniz, dizendo que ela era um acerto na novela e se destacava no elenco com sua "personagem matriarcal", dizendo também que o casal de protagonistas era um dos pontos altos, uma vez que havia encontrado o "tom perfeito" entre o romantismo e o drama. No entanto, Carla criticou as atuações de Márcio Kieling e Miriam Freeland, dizendo que o primeiro não conseguia dar conta do papel, enquanto a segunda não havia achado o perfil certo da antagonista Ruth.
Um dos pontos bastante debatido pela crítica foi a nudez constante de André Bankoff nas cenas no Pantanal, na qual o ator nadou completamente pelado em algumas cenas e geralmente aparecia seminu. A direção da novela alegou que as cenas faziam parte do contexto, uma vez que era costume dos moradores da zona rural nadarem nus em suas terras no local onde a trama era ambientada: "Não há forçação de barra. No Pantanal, as pessoas tomam banhos nus e nossa história se passa lá".

## Audiência
O diretor Edson Spinello declarou que não havia uma meta de audiência estipulada para ser alcançada, mas que a expectativa era de que a trama mantivesse os dois dígitos. Tiago Santiago, autor da antecessora Prova de Amor e supervisor de texto de Bicho do Mato, explicou que esperava-se manter a audiência conquistada até então pelas novelas anteriores: "A expectativa da Record é a mesma nossa: vamos fazer o melhor possível. Se conseguirmos superar ou manter os índices de sucesso de Prova de Amor, será excelente para todos, principalmente para a audiência". A estreia de Bicho do Mato obteve a média de 15 pontos de audiência com picos de 20. Este número foi o melhor desempenho da emissora em comparação com suas antecessoras – A Escrava Isaura, Essas Mulheres e Prova de Amor – , que marcaram 12, 10 e 13 pontos, respectivamente. No capítulo de 1 de agosto, a trama teve seu melhor desempenho, atingindo 22 pontos. A última semana da novela marcou uma média de 17 pontos. O último capítulo, exibido no dia 20 de março de 2007, marcou 18 pontos de média de picos de 20 e 26% de participação, sendo que no mesmo horário o SBT, que estava em terceiro lugar, marcava apenas 4 pontos. Bicho do Mato teve uma média de 14 pontos de audiência diários com 19% de participação do share.